# Эти трое
«Эти трое» (англ. These Three) — кинофильм режиссёра Уильяма Уайлера, вышедший на экраны в 1936 году. Лента снята на основе пьесы Лилиан Хеллман «Детский час» (The Children’s Hour), в которой открыто шла речь о лесбийских отношениях; Хеллман же написала для фильма сценарий. Бонита Гренвилл была номинирована на премию «Оскар» за лучшую женскую роль второго плана.

## Сюжет
Две молодые школьные учительницы Марта Доби и Карен Райт после окончания обучения решают отправиться на старую ферму, когда-то принадлежавшую бабушке Карен. Здесь они планируют открыть небольшую частную школу для девочек и вскоре при помощи своего соседа доктора Джозефа Кардина им удается наладить это дело. Через некоторое время Карен и Джозеф объявляют о своей скорой свадьбе, что вызывает замешательство в душе Марты, тайно влюбленной в доктора. Это не проходит мимо внимания надоедливой тетушки Лили, о разговоре которой с Мартой узнает одна из учениц — капризная и взбалмошная Мэри Тилфорд. Ложь, распространяемая Мэри, незамедлительно ставит под сомнение репутацию главных героев и их отношения между собой.

## История создания
Продюсер Сэмуэль Голдвин изначально хотел снимать фильм прямо по пьесе, но из-за кодекса Хейса тему лесбиянства пришлось заменить на гетеросексуальную, в которой две женщины борются за мужчину. Оригинальное название «Детский час» пришлось поменять на «Эти трое», поскольку сама пьеса была широко известна и её название могло вызвать соответствующие ассоциации.
Более близкий к первоисточнику фильм был снят в 1961 году также Уильямом Уайлером. В обеих картинах сыграла Мириам Хопкинс: в ленте 1936 года — роль Марты Доби, а в фильме 1961 года — роль Лили Мортар.

## В ролях
- Мириам Хопкинс — Марта Доби
- Мерл Оберон — Карен Райт
- Джоэл Маккри — доктор Джозеф Кардин
- Кэтрин Дусе — миссис Лили Мортар
- Альма Крюгер — миссис Амелия Тилфорд
- Бонита Гренвилл — Мэри Тилфорд
- Марша Мэй Джонс — Розали Уэллс
- Карменсита Джонсон — Эвелин
- Мэри Энн Даркин — Джойс Уолтон
- Маргарет Хэмилтон — Агата
- Уолтер Бреннан — таксист